# Skoki do wody na Letnich Igrzyskach Olimpijskich 2000 – wieża 10 m synchronicznie mężczyzn
Wieża 10 m synchronicznie mężczyzn – jedna z konkurencji rozgrywanych w ramach skoków do wody, podczas letnich igrzysk olimpijskich w 2000. Finał w tej konkurencji rozegrano 23 września, do niego zostało zgłoszonych 8 zespołów liczących po dwóch zawodników każdy.
Zawody w tej konkurencji wygrali reprezentanci Rosji Dmitrij Sautin i Igor Łukaszyn. Drugą pozycję zajęli zawodnicy z Chin Tian Liang i Hu Jia, trzecią zaś reprezentujący Niemcy Jan Hempel i Heiko Meyer.

## Wyniki
| Miejsce | Zawodnicy                            | Państwo                  | Wynik  |
| ------- | ------------------------------------ | ------------------------ | ------ |
| 01 !    | Dmitrij Sautin Igor Łukaszyn         | Rosja                    | 365,04 |
| 02 !    | Tian Liang Hu Jia                    | Chińska Republika Ludowa | 358,74 |
| 03 !    | Jan Hempel Heiko Meyer               | Niemcy                   | 338,88 |
| 4.      | Leon Taylor Peter Waterfield         | Wielka Brytania          | 335,34 |
| 5.      | Robert Newbery Mathew Helm           | Australia                | 333,24 |
| 6.      | Roman Wołodkow Ołeksandr Skrypnyk    | Ukraina                  | 332,22 |
| 7.      | David Pichler Mark Ruiz              | Stany Zjednoczone        | 321,69 |
| 8.      | Gilles Emptoz-Lacôte Frédéric Pierre | Francja                  | 314,94 |